# 王光美
王光美（おう こうび、ワン・クァンメィ、1921年9月26日 - 2006年10月13日）は、中華人民共和国の政治家。元全国政治協商会議常務委員。夫は第2代中華人民共和国主席を務め、文化大革命で非業の死を遂げた劉少奇。息子は中華人民共和国解放軍上将の劉源。

## 経歴
北京（北平）で生まれ育つ。父・王治昌は早稲田大学商学部への留学経験があり、中華民国（北京政府）の高官であった。王光美の生誕時に父はワシントン会議の随行員としてアメリカ合衆国に滞在中で、「光美」の名前は、アメリカ（中国語で「美国」）にちなんでつけられた。10人の兄弟姉妹の6番目で、最初の女子であった。王光美は王治昌の3番目の妻との間の子で、異母兄が2人いたが、母は先妻の子も実子と区別せずに養育した（なお兄の1人に、日中戦争においてエース・パイロットとして戦果を挙げた王光復がいる）。王光美は後年、自身が劉少奇と結婚して育児をした際に、母の影響を受けたと述べている。
北京の輔仁大学で原子物理学を専攻し、大学院に進んで理学修士の学位を得る。当時の輔仁大学では講義や学生寮での生活でも英語が使用されていた。1946年1月、語学の才能を見込まれて、知り合いの中国共産党員から、国民党・共産党・アメリカによる三者会談の実務者協議で通訳を依頼される。当初は備忘録の翻訳などを手がけ、3月からは葉剣英の通訳を担当するが、調停の不調により同年夏に実務者協議は終了する。博士課程でのアメリカ留学を考えていた王光美にはすでにスタンフォード大学とシカゴ大学から入学許可が下り、奨学金の取得も目処が付いていたが、迷った末にそれを取りやめて、共産党の本拠のある延安に行くことを決め、11月に延安入りする。
延安では軍事委員会外事組に属し、事務処理と通訳が業務であったが、1947年3月に国共内戦で共産党が延安から撤退した際には、山西省の農村で農作業の支援など土地改革工作に約1年従事した。1948年3月、共産党の中央工作委員会のあった河北省建屏県（現・平山県）に移動、再び軍事委員会外事組に戻る。この時期、劉少奇と親密となり、同年8月21日に建屏県で結婚した。結婚後は中央弁公庁に移り、劉少奇の秘書となる。また、劉少奇が以前の妻との間にもうけた子女のうち、幼かった2人を引き取って育てることとなった。さらに1949年には、ソ連に留学していたもう1人（すでに成人していた）の女子も家庭に加わった。王光美自身は劉少奇との間に1男3女をもうけている。
1959年に劉が国家主席に就任すると、「ファーストレディ」となる。1962年9月にインドネシアのスカルノ大統領夫人のハルティニが訪中した際、ホスト国の接待役として訪問先に同行し「人民日報」の紙面に連日報じられたが、これに毛沢東夫人の江青が反発し、数日後に江青は毛沢東とともにハルティニ夫人を歓待、初めて公式の場に現れることになった。
1963年春に劉がインドネシア・ビルマ・カンボジア・北ベトナムの4カ国を歴訪した際には、訪問先でチャイナドレスを礼装として着用し、その美貌と堪能な語学力で国際的な注目を浴びた。
1963年、共産党が社会主義教育活動である「四清運動」を開始すると、自ら希望して河北省の人民公社で変名を用いて運動に参加した。劉少奇が視察で国内を巡回した際に求められて運動の経験を講演したところ好評を得て、党幹部の意向で運動の参考として文書化することとなり、1964年9月に党から正式文書として通達された。
しかし、1966年に文化大革命が発動され、劉が「実権派のトップ」として批判を受けると、彼女も攻撃の対象とされた。同年12月に党内に王光美を審査する「王光美専案組」が設置される（組長は謝富治。メンバーには江青や戚本禹がいた）。1967年4月10日、清華大学での批判大会に連行され、吊し上げの対象になった。その前日、この話を伝えられた劉少奇は「自分が死んだら遺灰は海に撒いてほしい」と家族に述べた。批判大会では侮辱のために、外国訪問の際に着用したチャイナドレスを無理矢理服の上から着せられた上に、ピンポン玉のネックレスを掛けられる。これに対し、彼女はひるむことなく耐え抜いた。だが、暴力を伴った批判大会はその後も続き、同年9月には逮捕されて秦城監獄に収容された。監獄では拷問で「罪状を認めた」調書が「王光美専案組」により作成され、党の会議で死刑の決定がなされたが、毛沢東は「寛容に処分を下し、生き証人として残すべし」としてこれを認めず、処刑を免れた。1972年8月、夫の死を告げられる（実際の死去から3年近くが経過していた）。王光美がもうけた子女は全員文革期を生き延びたが、劉少奇の以前の妻との子息では、一人（劉允斌）が自殺、一人が投獄の後病死している。
文化大革命後の1979年に釈放される。翌1980年2月の中国共産党第十一期中央委員会第五回全体会議で劉少奇の名誉が回復され、同年5月に遺灰を（前記の遺言に従って）子女とともに海に散骨した。
その後は全国政治協商会議常務委員（1988年以降3期）や中国社会科学院外事局局長などを務めたが、政治の表舞台に立つことはほとんどなかった。一方、貧困家庭の夫人への慈善活動「幸福工程」に、実家の骨董品の売却益を寄付するなど積極的に参加した。また、劉少奇の一家に親しく接してくれた宋慶齢が1981年に重篤な状況になった際には、以前彼女が劉少奇を通じて共産党への入党を申請しながら叶わなかったことを思い出し、病床で意思を確認して胡耀邦に伝え、入党を実現させている。1984年、輔仁大学北京校友会会長。
2006年10月13日、北京で肺炎により死去。享年85。